# VM i orientering 2017
VM i orientering 2017 er den 34. udgave af verdensmesterskabet i orientering,  der blev afholdt i Tartu, Estland.